# Benjamin Mkapa
Benjamin William Mkapa (Mtwara, 12 de noviembre de 1938-Dar es-Salaam, 24 de julio de 2020) fue un diplomático, político y abogado tanzano. Fue presidente de Tanzania entre el 23 de noviembre de 1995 y el 21 de diciembre de 2005, fue considerado uno de los grandes pacificadores del este de África.

## Primeros años
Estudió Lengua Inglesa y realizó un master en Asuntos Internacionales.
Contrajo matrimonio con Anna Mkapa.

## Carrera política
Fue nombrado ministro de Asuntos Exteriores en 1977, ocupó el cargo hasta 1980 y de nuevo fue nombrado para el mismo cargo entre 1984 y 1990. Fue presidente del partido político Chama Cha Mapinduzi (CCM) conocido como Partido de la Revolución.
Fungió como el 3.er presidente Constitucional de Tanzania durante los periodos de 1995-2000 y 2000-2005. Fue el creador de la oficina anticorrupción y durante su cargo impulsó una política económica destinada a reducir la deuda externa del país, entre otras medidas realizó varias privatizaciones que fueron reconocidas por el Banco Mundial.
Lideró la mediación regional para solucionar los conflictos de las áreas de África Oriental. Fue parte de los mediadores que intervivnieron para resolver el conflicto postelectoral en Kenia (2007-2008). Participó con el grupo que supervisó el referéndum  de 2010 por la autodeterminación de Sudán del Sur. Cinco años después intervino para resolver la crisis surgidas de las elecciones de 2015 en Burundi.
Entre sus antiguos puestos se incluye la administración en Dodoma y los ministerios de Ciencia y Tecnología y de Relaciones Exteriores.[cita requerida]

## Fallecimiento
Falleció el 24 de julio de 2020 a los 81 años en el hospital de Dar es Salaam.
| Predecesor: Ali Hassan Mwinyi | Presidente de Tanzania 1995 – 2005 | Sucesor: Jakaya Kikwete |